# 윤수 (가수)
윤수(본명: 나윤수, 1992년 11월 25일 ~)는 대한민국의 가수이다. 2015년 엔오엠의 멤버 용기의 탈퇴 이후 엔오엠의 새 멤버로 영입되었다.